# Belhasan Azouzi
Belhasan Azouzi (ur. 14 września 2003) – tunezyjski zapaśnik walczący w stylu klasycznym. 
Zajął szóste miejsce na igrzyskach afrykańskich w 2023. Brązowy medalista mistrzostw Afryki w 2024, a także mistrzostw arabskich w 2023 i 2024. Wicemistrz Afryki juniorów w 2023 i trzeci w 2022 roku.